# Junta de Villalba de Losa
Junta de Villalba de Losa – gmina w Hiszpanii, w prowincji Burgos, w Kastylii i León, o powierzchni 45,89 km². W 2011 roku gmina liczyła 104 mieszkańców.